# Elecciones federales de Canadá de 1926
Las elecciones federales canadienses de 1926 se celebraron el 14 de septiembre para elegir a miembros de la Cámara de los Comunes canadiense del 16.º Parlamento de Canadá. La elección fue llamada después de un acontecimiento conocido como el Asunto King-Byng. En las elecciones federales de 1925, el Partido Liberal del primer ministro William Lyon Mackenzie King ganó menos escaños en la Cámara de los Comunes que el Partido Conservador de Arthur Meighen. Mackenzie King, sin embargo, estaba decidido a seguir gobernando con el apoyo del Partido Progresista. Los caucus liberales y progresistas combinados dieron Mackenzie King una pluralidad de asientos en la Cámara de los Comunes, y la capacidad de formar un gobierno de la minoría. El acuerdo se derrumbó, sin embargo, después de un escándalo, y Mackenzie King se acercó al Gobernador General, el barón Byng de Vimy, para buscar la disolución del Parlamento. Byng rechazó sobre la base que los conservadores habían ganado el número más grande de asientos en la elección anterior, e invitaron a Meighen a formar un gobierno.
El gobierno del primer ministro Meighen fue derrotado pronto en un voto de falta de confianza, y Byng convino en disolver el Parlamento y convocar nuevas elecciones. Mackenzie King efectivamente hizo campaña contra Byng en la elección en lugar de contra Meighen, y ganó el mayor número de escaños en la Cámara de los Comunes a pesar de recibir una proporción menor del voto popular que los Tories. Los liberales no dirigían candidatos en todos los condados, teniendo un pacto electoral informal con los progresistas y liberales-progresistas. Nótese en particular los resultados de las elecciones en Manitoba, donde el partido de Meighen capturó casi el 40 por ciento de los votos, el doble de la cuota de voto de cualquier otro partido, pero sin asientos. Así, los liberales de Mackenzie King pudieron gobernar con el apoyo de los diputados liberales-progresistas.
Byng volvió a Gran Bretaña al final del año y fue elevado al rango de vizconde como una expresión de confianza en él.
Tras la derrota de su partido y la pérdida de su propio escaño, Meighen renunció como líder conservador.